# The Dance (Within Temptation)
The Dance è un EP della gothic metal band olandese Within Temptation.
Il CD è stato pubblicato nel 1998 solo in Europa, mentre nel 2007, i discografici della Season of Mist l'hanno pubblicato anche in america insieme al precedente Enter.
The Dance contiene una pista bonus multimediale, tre nuove composizioni e il remix di alcuni brani di Enter.

## Descrizione
Con l'uscita dell'EP The Dance, i Within Temptation ne approfittano per pubblicare un video musicale dell'omonima canzone: si tratta di un cartone animato in cui un ragazzo decide di porre fine alle sue sofferenze e intraprendere un viaggio col fine di salvare l'amata, tenuta in ostaggio da un mostro. Nel tentativo di uccidere la bestia, il protagonista lancia una spada ma il nemico si scansa; l'arma centra invece la ragazza, crocifissa e quindi incapace di scansarsi. Il tutto finisce con una tristissima scena di un ultimo e disperato abbraccio su quella stessa croce che ha causato la morte. Questo video, che a tempo debito è stato trasmesso anche in Italia sulla rete ormai inesistente TMC, rende il brano The Dance una sorta di singolo.
Grazie all'uscita del nuovo EP, la popolarità dei Within Temptation ha raggiunto i confini francesi e la band ha ottenuto le prime recensioni sulle riviste.
La prima traccia del CD contiene materiale multimediale visualizzabile solo tramite PC: attraverso questo si potrà accedere ad una cartella ove sono presenti i contenuti bonus con l'aggiunta del brano Restless in versione acustica. Tuttavia se l'EP viene inserito in un comune lettore-CD, la riproduzione avverrà a partire dal brano The Dance.

## Tracce
1. The Dance – 5:00
2. Another Day – 5:45
3. The Other Half (of Me) – 4:49
4. Restless (Remix) – 3:31
5. Candles & Pearls of Light (Remix) – 9:03

## Formazione
- Sharon den Adel - voce
- Michiel Papenhove - chitarra solista
- Robert Westerholt - chitarra ritmica, voce death
- Martijn Westerholt - tastiera
- Jeroen van Veen - basso
- Ivar de Graaf - batteria